# Nola solvita
Nola solvita är en fjärilsart som beskrevs av William Schaus 1896. Nola solvita ingår i släktet Nola och familjen trågspinnare. Inga underarter finns listade i Catalogue of Life.